# Кули (сос)
Вижте пояснителната страница за други значения на Кули.
Кули (на френски: coulis) е форма на тънък сос от пюре и отцедени зеленчуци или плодове.

## Употреба
Зеленчуковото кули обикновено се използва за гарниране на месни и зеленчукови ястия, а може да се използва и като основа за супи или други сосове. Плодовото кули най-често се използва за десерти. Малиновото кули например е особено популярно с поширани ябълки или с американския пай с лайм (key lime pie).
Вероятно най-известното кули е доматеното (coulis de tomates). Доматите се обелват, нарязват се, махат им се семената, пасират се и се овкусяват със сол, бял пипер и лимон.
Терминът първоначално се е отнасял за отделяните сокове от варените меса, след това обикновено за пюрирани супи на базата на месо, а днес понякога може да се отнася и за пюрирана супа от морски дарове.